# Chata Vrátna
Chata Vrátna je horská chata v závěru Vrátné doliny v Kriváňské Malé Fatře. Nachází se na úpatí Velkého Kriváně ve výši 740 m. Přímo v chatě se nachází dolní stanice nové kabinkové lanovky na Snilovské sedlo-Chleb z roku 2005. V minulosti se zde nacházela stanice sedačkové lanovky, která začala jezdit v roce 1950 spolu s dokončením chaty.
Chata Vrátna je následkem povodní od  21.7.2014 zavřená.

## Turistika
Chata je přístupná autobusovou dopravou. Z chaty vedou dva turistické stezky. Žlutě označený směřuje na chatu na Grúni a zeleně označený na Snilovské sedlo a dále na hlavní hřeben pohoří. Nedaleko chaty je Symbolický hřbitov obětí Malé Fatry věnovaný obětem hor.

## Galerie

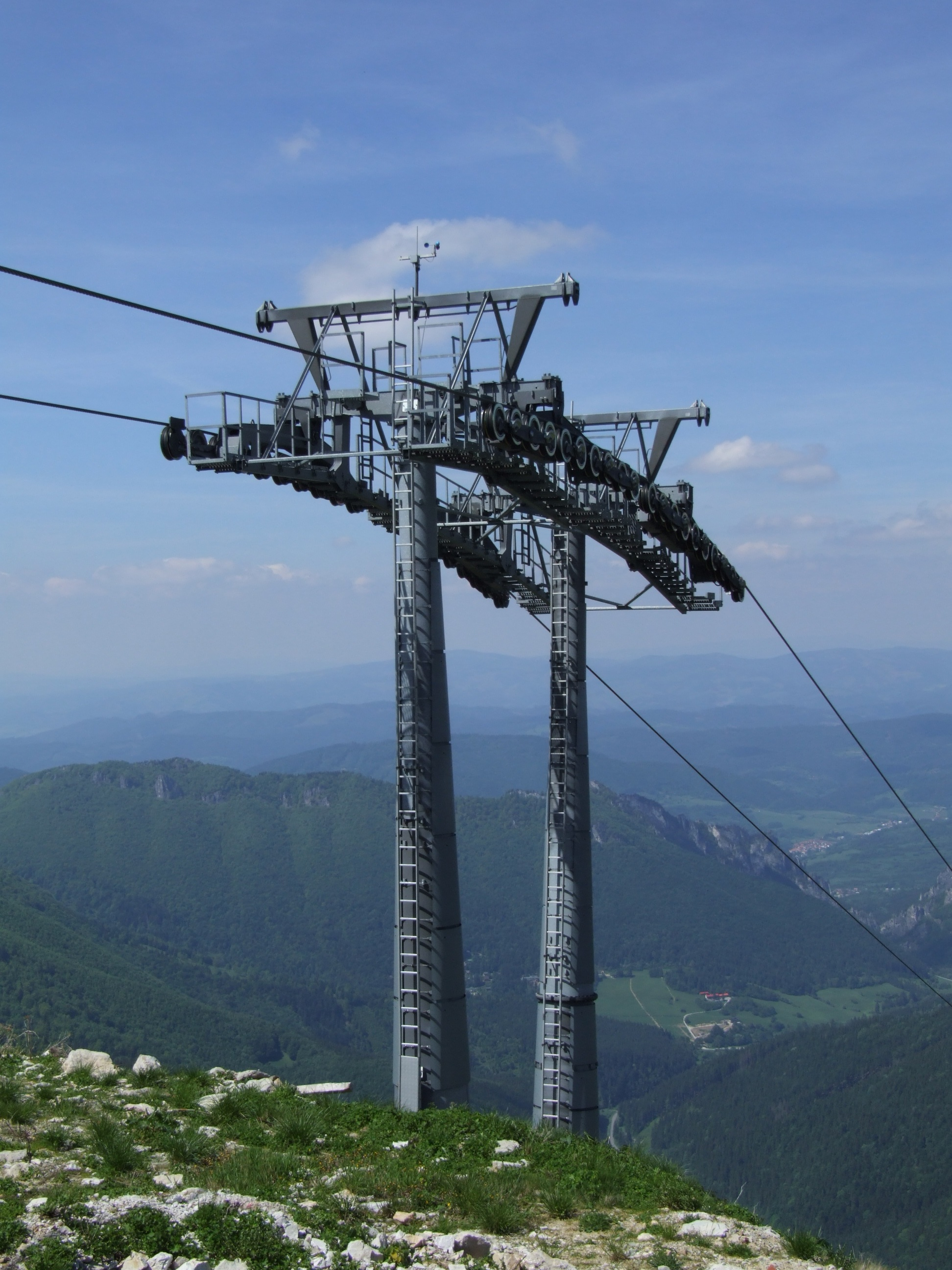
Stožáry lanovky
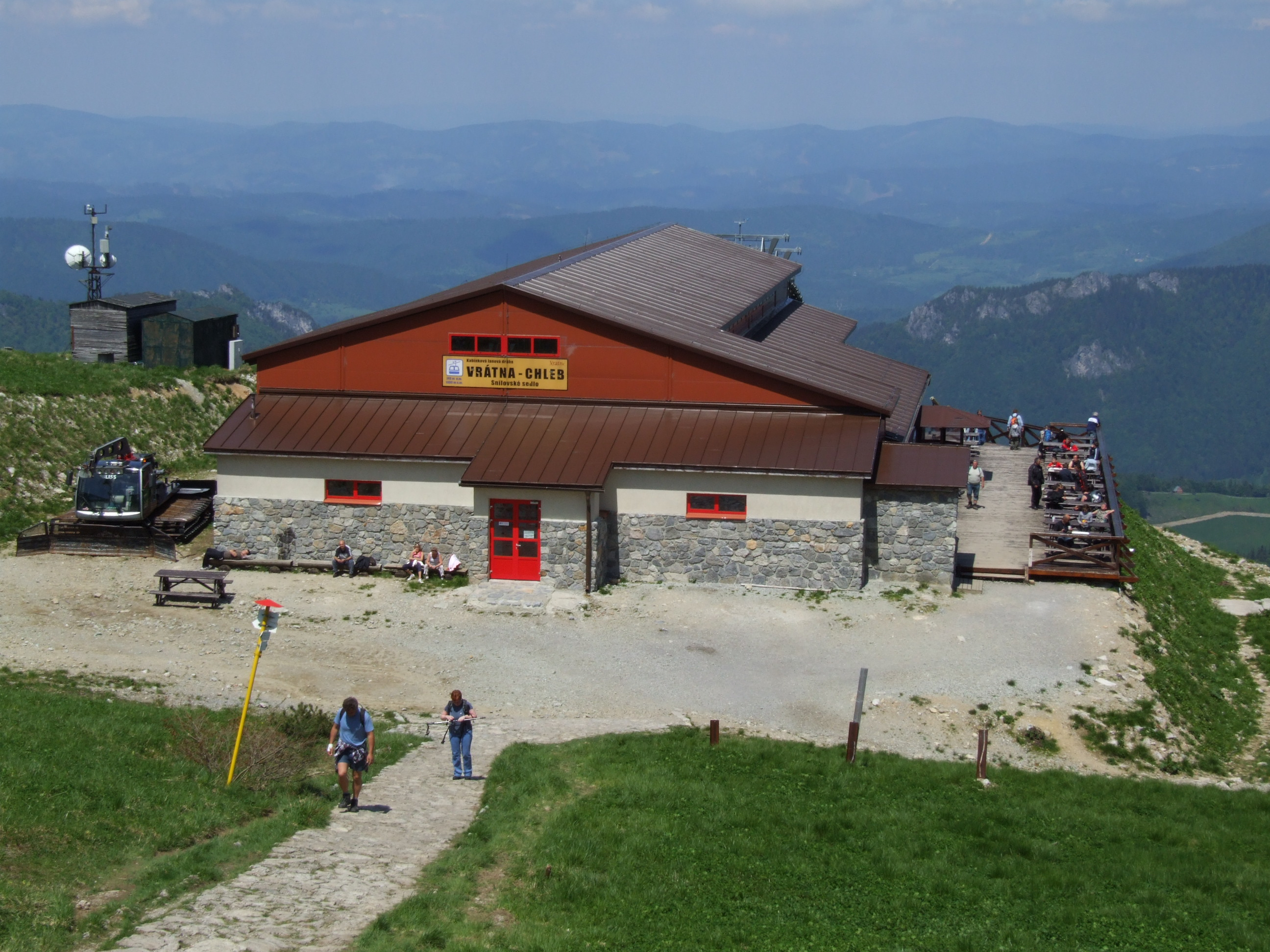
Horní stanice lanovky